# Asseln (Adelsgeschlecht)

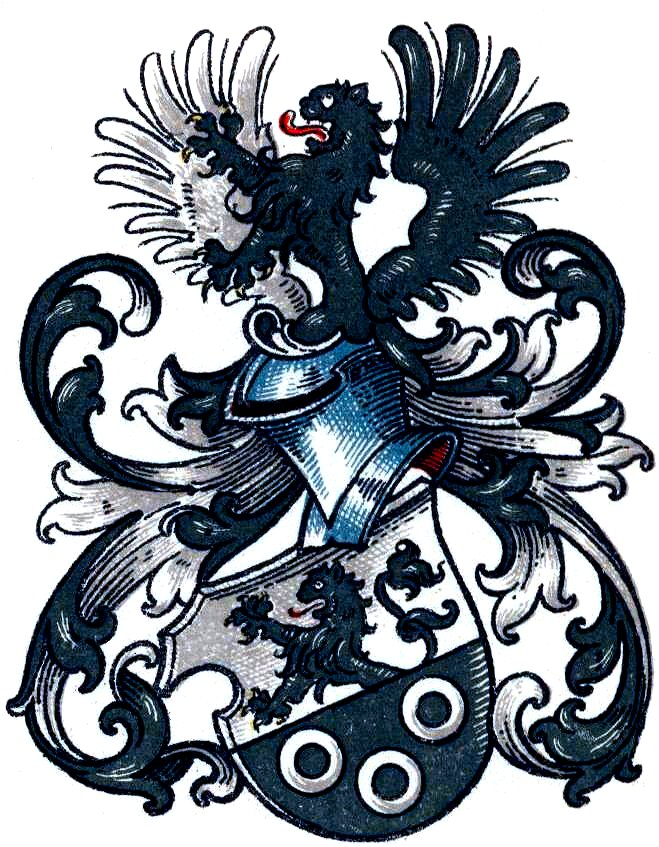
Wappen derer von Asseln

Die Herren von Asseln waren ein westfälisches Adelsgeschlecht.

## Geschichte
Der Stammsitz des Geschlechts lag in Asseln zwischen Dortmund und Unna. Spätestens seit Anfang des 13. Jahrhunderts war hier ein Ministerialengeschlecht ansässig, das sich nach dem Ort nannte. So erscheinen ein Albero von Asseln, Vogt von Graf Adolf von Altena, und sein Sohn Everhard zwischen 1210 (Albero de Aslen, [...] Everhardus Alberonis filius) und 1226 (Albero de Aslen et filius eius Everhardus). Weitere Mitglieder des Geschlechts im 13. Jahrhundert waren:
- Jakob von Asseln (urkundlich 1231), Kanoniker von Soest-Patrokulus
- Wessel von Asseln gen. de Hardrardinchus (urkundlich 1249), Bürger in Dortmund
- Dietrich von Asseln (urkundlich 1249–1252), Ritter
- Johann von Asseln (urkundlich 1249–1250), Knappe
- Heinrich von Asseln (urkundlich 1242–1282), Dietrichs Bruder
- Elias von Asseln (urkundlich 1256–1293), Ritter
- Friedrich von Asseln (urkundlich 1258–1289), Ritter, Richter in Recklinghausen
- Sunendach von Asseln (urkundlich 1258)
- Albero von Asseln (urkundlich 1279), vir bone nationis
- Johann von Asseln (urkundlich 1289–1299), Freigraf in Tunne
- Lambert von Asseln (urkundlich 1300), Knappe des Edlen Bertold VIII. von Büren († 1338, westfälischer Marschall), Vater des Bertold von Büren

Weitere Familienmitglieder sind aus dem 14. Jahrhundert überliefert. Das Geschlecht kommt bis 1399 vor.

## Wappen
Silber über Schwarz geteilt, unten drei (2:1) silberne Ringe, oben ein aus der Teilungslinie hervorwachsender doppelgeschwänzter schwarzer Löwe. Derselbe wiederholt sich auf dem Helm zwischen einem (rechts) silbernen und einem schwarzen Flügel. Die Helmdecken in schwarz-silber.